# Дроздовицька сільська рада (Городнянський район)
Дроздовицька сільська́ ра́да — адміністративно-територіальна одиниця та орган місцевого самоврядування в Городнянському районі Чернігівської області. Адміністративний центр — село Дроздовиця.

## Загальні відомості
Дроздовицька сільська рада утворена у 1919 році.
- Територія ради: 67,122 км²
- Населення ради: 627 осіб (станом на 2001 рік)

## Населені пункти
Сільській раді були підпорядковані населені пункти:
- с. Дроздовиця
- с. Будище
- с. Диханівка

## Склад ради
Рада складалася з 12 депутатів та голови.
- Голова ради: Мамай Ніна Андріївна
- Секретар ради: Горова Світлана Олександрівна

### Керівний склад попередніх скликань
| Прізвище, ім'я, по батькові | Основні відомості                                                 | Дата обрання | Дата звільнення |
| --------------------------- | ----------------------------------------------------------------- | ------------ | --------------- |
| Мамай Ніна Андріївна        | Сільський голова, 1963 року народження, освіта вища, позапартійна | 26.03.2006   | 31.10.2010      |
| Мамай Ніна Андріївна        | Сільський голова, 1963 року народження, освіта вища, позапартійна | 31.10.2010   |                 |

Примітка: таблиця складена за даними сайту Верховної Ради України

### Депутати
За результатами місцевих виборів 2010 року депутатами ради стали:

#### За суб'єктами висування
| Суб'єкт висування | Кількість обраних депутатів | %    |
| ----------------- | --------------------------- | ---- |
| Самовисування     | 7                           | 58,3 |
| Партія регіонів   | 4                           | 33,3 |
| Єдиний Центр      | 1                           | 8,3  |

#### За округами
| № округу        | Прізвище, ім'я, по батькові        | Дата визнання обраним | Освіта             | Партійна приналежність                                | Відомості про обраного депутата                  |
| --------------- | ---------------------------------- | --------------------- | ------------------ | ----------------------------------------------------- | ------------------------------------------------ |
| Єдиний Центр    |                                    |                       |                    |                                                       |                                                  |
| 1               | Нагорна Надія Іванівна             | 05.11.2010            | вища               | член Єдиного Центру                                   | Дроздовицький будинок культури, худ. керівник    |
| Партія регіонів |                                    |                       |                    |                                                       |                                                  |
| 2               | Плошкова Світлана Степанівна       | 05.11.2010            | вища               | позапартійна                                          | Дроздовицька загальноосвітня школа, вчитель      |
| 6               | Мамай Василь Андрійович            | 05.11.2010            | вища               | член Партії регіонів                                  | Комунальне господарство сільської ради, директор |
| 11              | Манойленко Олександр Сергійович    | 05.11.2010            | середня            | позапартійний                                         | ЧП «Козлов», рамник                              |
| 12              | Смоляченко Ольга Григорівна        | 05.11.2010            | вища               | позапартійна                                          | Дроздовицька сільська рада, секретар             |
| Самовисування   |                                    |                       |                    |                                                       |                                                  |
| 3               | Бабич Ганна Володимирівна          | 05.11.2010            | середня спеціальна | позапартійна                                          | пенсіонер                                        |
| 4               | Горова Світлана Олександрівна      | 05.11.2010            | вища               | член Всеукраїнського об'єднання «Батьківщина»         | тимчасово не працює                              |
| 5               | Манойленко Анастасія Володимирівна | 05.11.2010            | середня            | член Соціал-демократичної партії України (об'єднаної) | тимчасово не працює                              |
| 7               | Мельник Олена Леонідівна           | 05.11.2010            | вища               | член Всеукраїнського об'єднання «Батьківщина»         | Городянська ЦРБ, бібліотекар                     |
| 8               | Бережна Надія Олександрівна        | 05.11.2010            | середня            | позапартійна                                          | Дроздовицька загальноосвітня школа, техпрацівник |
| 9               | Кощеєва Олена Володимирівна        | 05.11.2010            | вища               | позапартійна                                          | Дроздовицька ВПЗ, листоноша                      |
| 10              | Коваленко Анатолій Миколайович     | 05.11.2010            | вища               | позапартійний                                         | ЧП «Козлов», рамник                              |